# Constitution provisoire sud-africaine de 1993
Lire en ligne

Lire sur le site du Gouvernement

Constitution sud-africaine de 1983 Constitution de l'Afrique du Sud
La Constitution provisoire de 1993 était la loi fondamentale de l’Afrique du Sud des premières élections non-discriminatoires du 27 avril 1994 jusqu'à ce qu'elle soit remplacée par la Constitution actuelle le 4 février 1997. En tant que constitution transitoire, une assemblée constituante était aussi nécessaire pour adopter une nouvelle constitution. Elle contenait des dispositions pour une restructuration majeure du gouvernement en conséquence de l’abolition de l’apartheid. Elle contenait aussi une Charte des droits et libertés en vertu de laquelle une action législative et gouvernement pouvait être contrôlé, et créait une Cour constitutionnelle avec d'importants pouvoirs de contrôle de constitutionnalité.

## Sources
- (en) Cet article est partiellement ou en totalité issu de l’article de Wikipédia en anglais intitulé « South African Constitution of 1993 » (voir la liste des auteurs).

## Compléments